# Якоб Сміт Ярманн
Якоб Сміт Ярманн (норв. Jacob Smith Jarmann; 30 травня 1816, Нур-Фрон  — 29 березня 1894, Крістіанія) — норвезький конструктор зброї та автор Jarmann M1884.

## Життєпис
Народився на фермі Оєн в Нур-Фрон у Гудбраннсдален . Спочатку він думав почати військову кар'єру і в 1840 році склав офіцерський іспит рядовим. Однак він отримав таку погану оцінку з німецької мови, що кинув її. З юності він займався технічними винаходами, а згодом поринув у наполегливі технічні дослідження та експерименти.
Відомо, що близько 1838 року Ярманн сконструював однозарядну гвинтівку з казенником під патрони в картонних гільзах, яка, незважаючи на похвали, так і не була введена в армію, оскільки мала скорострільність 13 пострілів на хвилину і, таким чином, величезну потужність. Після цієї невдачі Ярманн на деякий час відклав конструювання гвинтівок. Робота, тим не менш, стала в нагоді, тому що, безсумнівно, саме ця конструкція була покладена в основу казнозарядної гвинтівки, прийнятої на озброєння норвезькою армією у 1840 році.
Тепер Ярманн спробував себе в іншій техніці, в парових двигунах. Щоб отримати знання з перших рук про парові двигуни та машинобудування, його найняли інженером на кількох пароплавах регіону. Теорію вивчав виключно самостійно. У 1853 році він відправився вже як перший інженер на паровому корветі «Нідарос» у подорож до Середземного моря. Повернувшись додому, разом з іншим інженером Проспером Ньорбехом він відкрив невелику механічну майстерню зі стругання деревини в Крістіанії. У 1857 році компанія стала називатися Jarmann, Nørbech & Comp. було перетворено на акціонерну компанію під назвою Nylands Mekaniske Verksted, але Ярманн і Ньорбех продовжували працювати менеджерами до 1878 року, коли обидва вийшли на пенсію. У 1881 році компанія була реорганізована в Nylands Verksted.
Майстерня будувала пароплави і машини технічного призначення. Але Ярманн продовжував працювати над конструкціями гвинтівок у вільний час. У 1870 році він закінчив однозарядну, попередницю 10.15 мм восьмизарядної рушниці в поздовжньому трубчастому магазині. Після багатьох поглиблених випробувань з кращими європейськими та американськими моделями гвинтівок того часу, королівським указом від 28 березня 1881 року ця гвинтівка була прийнята на озброєння в Норвегії і вироблялася Kongsberg Gruppen. Ярманн отримав 24 000 норвезьких крон за роботу, і його ім'я стало відомим у всьому країни і не в останню чергу за кордоном. За свої конструкції зброї Ярманн також був призначений лицарем Ордена Святого Олафа в 1881 році і шведського Ордена Вази роком раніше. Незабаром його гвинтівка буде замінена на Krag-Jørgensen.
Ярманн був затятим прихильником розвитку залізниці та був членом кількох комітетів, які працювали над планами Nordbane. Перед смертю він дізнався, що Стортинг виділив необхідні кошти для будівництва Nordbanen. З 1869 року і до самої смерті він також був членом Королівської комісії з огляду пасажирських пароплавів, чудово виконував свою роботу.
У технічній сфері Ярманн був винятково вправним, але він був скромним і стриманим і не робив нічого, щоб привернути до себе увагу. Він подарував університету Крістіанії свою велику приватну колекцію рушниць.